# Zidretes
Zidretes (llatí: Zydretae, grec Zydretai) foren un poble de la Còlquida esmentat per Arrià al seu Periple, que vivia a la costa del Euxí, al sud de Phasis, entre els Maquelons (o Makelons) i els lazes.